# Barne-Gletscher
Der Barne-Gletscher ist ein Gletscher auf der antarktischen Ross-Insel. Er liegt an der Westflanke des Vulkans Mount Erebus und mündet zwischen Kap Barne und Kap Evans in den McMurdo-Sund. 
Der Gletscher wurde von Teilnehmern der Discovery-Expedition (1901–1904) unter der Leitung des britischen Polarforschers Robert Falcon Scott entdeckt. Benannt wurde er von Teilnehmern der Nimrod-Expedition (1907–1909) unter Ernest Shackleton nach Michael Barne (1877–1961), einem Teilnehmer der Discovery-Expedition.